# Wobbanz
Wobbanz ist ein Ortsteil der Stadt Putbus im Landkreis Vorpommern-Rügen in Mecklenburg-Vorpommern.

## Geografie und Verkehrsanbindung
Wobbanz liegt östlich der Kernstadt Putbus und nördlich des Putbuser Ortsteils Muglitz. Die Landesstraße 29 verläuft nördlich. Das Naturschutzgebiet Goor-Muglitz liegt südlich.

## Sehenswürdigkeiten
- ehemalige Gutsscheune (Dorfstraße 2)